# Appslib
AppsLib est un marché d'applications conçu pour les appareils Archos ainsi que sa sous-marque Arnova. Il permet ainsi à Archos de ne pas remplir les critères de Google autorisant l'intégration de Google Play à un appareil tout en donnant un accès facile aux utilisateurs à différentes applications au moyen d'un marché alternatif. Néanmoins, les tablettes Archos étant certifiées à partir de la Génération 9, l'Appslib est disponible aux côtés de Google Play.